# Yangzhou
Yangzhou (en chino tradicional, 揚州; en chino simplificado, 扬州; pinyin, Yángzhōu) es una ciudad-prefectura situada en la provincia de Jiangsu central, en la República Popular de China. Ubicada en la orilla norteña del Yangtsé, bordea la capital provincial de Nankín al sudoeste, Huai'an al norte, Yancheng al noreste, Taizhou al este y Zhenjiang. Su población es de 4 460 000 y su superficie es de 6638 km². 
Su árbol representativo es el Ginkgo biloba y sus flores son la Viburnum y la Paeonia lactiflora.

## Administración
La ciudad-prefectura de Yangzhóu se divide en 3 distritos, 3 ciudades-municipio y 1 condado.
| Mapa                                                              | Mapa   | Mapa         | Mapa             | Mapa       | Mapa            |
| ----------------------------------------------------------------- | ------ | ------------ | ---------------- | ---------- | --------------- |
| Gaoyou · (lago) Guangling Hanjiang Jiangdu Baoying Yizheng Gaoyou |        |              |                  |            |                 |
| División                                                          | Chino  | Pinyin       | Población (2010) | Área (km²) | Densidad (/km²) |
| Urbano                                                            |        |              |                  |            |                 |
| Guangling                                                         | 广陵区 | Guǎnglíng Qū | 340,977          | 423.09     | 805.92          |
| Hanjiang                                                          | 邗江区 | Hánjiāng Qū  | 1,051,322        | 552.68     | 1,902.23        |
| Suburbano                                                         |        |              |                  |            |                 |
| Jiangdu                                                           | 江都区 | Jiāngdū Qū   | 1,006,780        | 1,329.90   | 757.03          |
| Rural                                                             |        |              |                  |            |                 |
| Baoying                                                           | 宝应县 | Bǎoyìng Xiàn | 752,074          | 1,461.55   | 514.57          |
| Ciudades satélites                                                |        |              |                  |            |                 |
| Yizheng                                                           | 仪征市 | Yízhēng Shì  | 563,945          | 902.20     | 625.08          |
| Gaoyou                                                            | 高邮市 | Gāoyóu Shì   | 744,662          | 1,921.78   | 387.49          |
| Total                                                             | Total  | Total        | 4,459,760        | 6,591.21   | 676.62          |

## Historia
El primer asentamiento en el área de Yangzhóu es Guangling (广陵) fue fundado en el Periodo de Primaveras y Otoños y hoy forma parte de la administración de la ciudad. Después de la derrota de Yue por el reino Fuchai de Wu (吳王夫差) (495 a. C. – 473 a. C.), una ciudad guarnición fue construida a 12 metros sobre el nivel del agua en la orilla norte del río Yangtsé en 485 d. C. Esta ciudad formada por tres  Ri fue llamada Hancheng. El propósito de Hancheng era proteger a Suzhou de la invasión naval de los Qi. En 590, la ciudad comenzó a ser llamada Yangzhou, que era el nombre tradicional de lo que entonces era toda la parte sudeste de China.
Bajo la segunda Dinastía Sui Yangzhou fue la capital del sur de China y llamada Jiangdu hasta la caída de la dinastía. La ciudad sería un importante centro económico y cultural, y puerto principal del comercio exterior e intercambio externo desde la dinastía Tang. Desde ese momento muchos comerciantes árabes y persas se instalaron en la ciudad, hasta que fueron masacrados en el 760 durante la Rebelión de An Lushan. Durante la Dinastía Tang muchos comerciantes del reino de Silla también vivían en Yangzhou.
La ciudad todavía se conocía como Guangling, cuando se convirtió brevemente en la capital del reino Wu durante las Cinco Dinastías.
En 1280, Yangzhou fue el escenario de una gran explosión de pólvora cuando el almacén que guardaba un arsenal de bombas Weiyang accidentalmente se incendió. Esta explosión mató a más de un centenar de guardias, los escombros de los edificios arrojados al aire aterrizaron a 10 li de distancia del lugar, y se pudo sentir la explosión hasta a 100 li de distancia.
Marco Polo afirmó haber servido a Kublai Khan en Yangzhou poco después de este evento, con fechas que varían entre 1282-1285 o 1282-1287. Aunque algunas versiones de sus memorias sugieren que fue gobernador de Yangzhou, es más probable que haya sido un funcionario en la industria de la sal, en caso de haber estado empleado allí. No existen registros en textos chinos sobrevivientes que lo mencionen.
Sin embargo, está bien documentado que Kublai Khan confiaba más en los extranjeros que en los súbditos chinos o han para los asuntos internos. Además, el descubrimiento de la tumba de Katarina Vilioni en 1342, miembro de una familia de comerciantes italianos en Yangzhou, sugiere la existencia de una comunidad italiana en la ciudad durante el siglo XIV.
Asimismo, tanto en Los viajes de Marco Polo como en la Historia de los Yuan, hay referencias a un cristiano nestoriano que financió dos iglesias en China durante los tres años que sirvió como funcionario del emperador. Marco Polo lo nombra como "Mar Sarchis", mientras que en la Historia de los Yuan aparece como "Ma Xuelijisi". Esta persona desempeñó el cargo de supervisor en la prefectura de Zhenjiang.

## Transporte
Hasta el siglo XIX, Yangzhóu fue un centro principal de transporte debido a su ubicación en el cruce de tres cuerpos de agua que incluyen al río Yangtsé, el Gran Canal y el río Huaihe. Pero con la expansión de vías de tren y luego el transporte aéreo esto se debilitó. 
Antes de 2002, el transporte en Yangzhou dependía de su red de carreteras y vías navegables. El río Yangtze proporciona desde tiempos remotos una herramienta de tráfico para los viajes y el transporte, sin embargo, en una mirada más amplia el río era también un gran obstáculo natural que bloqueaba el norte de Jiangsu, una región económicamente próspera. Los habitantes de la ciudad sólo podían utilizar ferris o dar la vuelta por Nankin. La historia cambió para siempre cuando un nuevo ramal de ferrocarril se abrió al público en 2002. 
La aperturas de nuevas carreteras ha mejorado aún más la situación del transporte de Yangzhou. Un puente conecta el distrito Runzhou de Zhenjiang con la ciudad de Yangzhóu al norte. El puente se abrió al público en mayo de 2005, trayendo consigo muchas mejoras. 
Hoy en día, Yangzhou cuenta con una red de transporte, incluyendo carreteras, autopistas, ferrocarril y vías navegables. Sólo hay una hora en carretera al aeropuerto internacional Nanjing Lukou. 
En el centro de la ciudad, el transporte público incluye autobuses, taxis y vehículos de carga.

## Clima
Su temperatura promedio es de 15 °C. El mes más caliente es julio con 27 °C y el más frío es enero con 1 °C. La temperatura máxima de la ciudad es de 40 °C y la mínima -19 °C. Con 2.176 horas de sol anuales.
La precipitación media anual es de 1030 mm que comienza a partir de mediados de junio, julio.
| Parámetros climáticos promedio de Yangzhóu (1971–2000) | Parámetros climáticos promedio de Yangzhóu (1971–2000) | Parámetros climáticos promedio de Yangzhóu (1971–2000) | Parámetros climáticos promedio de Yangzhóu (1971–2000) | Parámetros climáticos promedio de Yangzhóu (1971–2000) | Parámetros climáticos promedio de Yangzhóu (1971–2000) | Parámetros climáticos promedio de Yangzhóu (1971–2000) | Parámetros climáticos promedio de Yangzhóu (1971–2000) | Parámetros climáticos promedio de Yangzhóu (1971–2000) | Parámetros climáticos promedio de Yangzhóu (1971–2000) | Parámetros climáticos promedio de Yangzhóu (1971–2000) | Parámetros climáticos promedio de Yangzhóu (1971–2000) | Parámetros climáticos promedio de Yangzhóu (1971–2000) | Parámetros climáticos promedio de Yangzhóu (1971–2000) |
| Mes                                                    | Ene.                                                   | Feb.                                                   | Mar.                                                   | Abr.                                                   | May.                                                   | Jun.                                                   | Jul.                                                   | Ago.                                                   | Sep.                                                   | Oct.                                                   | Nov.                                                   | Dic.                                                   | Anual                                                  |
| ------------------------------------------------------ | ------------------------------------------------------ | ------------------------------------------------------ | ------------------------------------------------------ | ------------------------------------------------------ | ------------------------------------------------------ | ------------------------------------------------------ | ------------------------------------------------------ | ------------------------------------------------------ | ------------------------------------------------------ | ------------------------------------------------------ | ------------------------------------------------------ | ------------------------------------------------------ | ------------------------------------------------------ |
| Temp. máx. media (°C)                                  | 7.0                                                    | 8.8                                                    | 13.4                                                   | 20.3                                                   | 25.6                                                   | 28.8                                                   | 31.9                                                   | 31.7                                                   | 27.3                                                   | 22.2                                                   | 15.9                                                   | 10.0                                                   | 20.2                                                   |
| Temp. mín. media (°C)                                  | −1.1                                                   | 0.6                                                    | 4.8                                                    | 10.6                                                   | 15.9                                                   | 20.7                                                   | 24.6                                                   | 24.2                                                   | 19.2                                                   | 12.9                                                   | 6.1                                                    | 0.4                                                    | 11.6                                                   |
| Precipitación total (mm)                               | 37.4                                                   | 47.1                                                   | 81.8                                                   | 73.4                                                   | 102.1                                                  | 193.4                                                  | 185.5                                                  | 129.2                                                  | 72.1                                                   | 65.1                                                   | 50.8                                                   | 24.4                                                   | 1062.3                                                 |
| Días de precipitaciones (≥ 0.1 mm)                     | 8.1                                                    | 9.1                                                    | 12.1                                                   | 10.4                                                   | 10.4                                                   | 11.3                                                   | 12.4                                                   | 11.3                                                   | 8.9                                                    | 8.2                                                    | 7.4                                                    | 5.7                                                    | 115.3                                                  |
| Horas de sol                                           | 129.1                                                  | 123.3                                                  | 136.1                                                  | 168.1                                                  | 194.0                                                  | 171.9                                                  | 205.6                                                  | 214.7                                                  | 167.2                                                  | 169.1                                                  | 153.5                                                  | 150.2                                                  | 1982.8                                                 |
| Humedad relativa (%)                                   | 76                                                     | 74                                                     | 74                                                     | 73                                                     | 74                                                     | 78                                                     | 81                                                     | 81                                                     | 79                                                     | 77                                                     | 76                                                     | 74                                                     | 76.4                                                   |
| Fuente: China Meteorological Administration            |                                                        |                                                        |                                                        |                                                        |                                                        |                                                        |                                                        |                                                        |                                                        |                                                        |                                                        |                                                        |                                                        |

## Educación
la ciudad tiene Universidades, escuelas de primaria, secundaria y guarderías.
Yangzhou tiene establecido un sistema de enseñanza primaria obligatoria, y casi todos los niños en edad escolar están matriculados en las escuelas.
(Nota: La presencia o ausencia de algún establecimiento estudiantil en la lista, NO denota importancia).

### Universidades
- Universidad de Yangzhou 扬州大学
- Academia de Ciencia y Tecnología de Yangzhou 环境资源职业技术 扬州科技学院
- Academia profesional Industrial de Yangzhou 扬州工业职业技术学院
- Academia profesional de Medio Ambiente y Recursos naturales de Yangzhou 扬州环境资源职业技术学院
- Academia tecnológica de Yangzhou 扬州技师学院
- Academia Jianghai 江海学院, entre otras

### Secundaria
- Secundaria Yangzhou 扬州中学
- Secunadaria anexada a la universidad de Yangzhou 扬州大学附属中学
- Secunadaria Campus Oriente anexada a la universidad de Yangzhou 扬州大学附属中学东部分校
- Secunadaria Han Jiang 邗江中学
- Secunadaria Xinhua 新华中学, entre otras

### Primaria
- Escuela río Wen 汶河小学
- Escuela Dongguan 东关小学
- Escuela Primaria Guangling 广陵小学
- Escuela y Jardín del Este 东花园小学 , entre otras